# Kherdi
Kherdi là một thị trấn thống kê (census town) của quận Ratnagiri thuộc bang Maharashtra, Ấn Độ.

## Nhân khẩu
Theo điều tra dân số năm 2001 của Ấn Độ, Kherdi có dân số 10.703 người. Phái nam chiếm 53% tổng số dân và phái nữ chiếm 47%. Kherdi có tỷ lệ 75% biết đọc biết viết, cao hơn tỷ lệ trung bình toàn quốc là 59,5%: tỷ lệ cho phái nam là 79%, và tỷ lệ cho phái nữ là 70%. Tại Kherdi, 15% dân số nhỏ hơn 6 tuổi.